# Il linguaggio indiretto e le voci del silenzio
Il linguaggio indiretto e le voci del silenzio (Le langage indirect et les voix du silence) è un saggio pubblicato da Maurice Merleau-Ponty nel 1952, sulla rivista Les temps modernes (numeri 80-81, giugno e luglio) e poi raccolta dall'autore nel volume Signes (Gallimard, NRF, Parigi, 1960). La traduzione italiana si legge in Segni, Il Saggiatore, Milano.
Il saggio si apre con questo riferimento al fondatore della linguistica moderna, nel quale si richiama il principio sul quale si basa tutta l'argomentazione di Merleau-Ponty: la diacriticità costruttiva del linguaggio.
Come l'algebra differenzia significazioni che prese isolatamente sono ignote, così la lingua è costituita di differenze e non di termini. In che modo avviene allora l'apprendimento, considerato che "la lingua si impara, e in questo senso si è costretti ad andare dalle parti al tutto"? Il fatto è che per il bambino, sin da quando apprende le "prime opposizioni fonematiche", il linguaggio si presenta come un'unità di coesistenza, dove le parole si sostengono vicendevolmente come i mattoni di un arco a volta. 
In questo modo il bambino è introdotto al circolo, al "vortice del linguaggio" nel quale la lingua "precede sé stessa e si insegna da sé" . È l'iniziazione alla "connessione laterale del segno col segno come fondamento di un rapporto finale col senso". Il segno finisce per reclamare una sua interiorità proprio perché sin dall'inizio si compone e si organizza con sé stesso. 
L'autore individua diversi episodi della storia della cultura in cui un'espressione (un sistema di segni) è nato precisandosi rispetto ad altri: lo spazio rinascimentale con Brunelleschi, il numero generalizzato, la lingua francese... In realtà, è impossibile stabilire la nascita di questi concetti come principi a sé: già precedentemente essi erano presenti sotto forma di assilli o anticipazioni.  
Il fatto che il senso nasca al margine dei segni, questa "imminenza del tutto con le parti", fa sì che la cultura non ci dia mai significazioni trasparenti: c'è sempre un residuo, la genesi del senso non è mai compiuta ("il senso della filosofia è il senso di una Genesi"). 
Il segno dunque non può essere estrapolato dall'architettura che lo costituisce. L'avvenire prefigura verità sempre più complessive dei sistemi che li hanno preceduti. Il linguaggio non può essere considerato una pellicola trasparente che tradisce un significato: esso è fondamentalmente opaco.  
Assurda la concezione stoica di un lessico interiore dal quale l'esteriore derivava: assurda l'idea di un linguaggio traduttore, di una espressione che possa conoscere differenti gradi di relatività o assolutezza.  
Ne sono prova i differenti margini di silenzio delle lingue. Il linguaggio "di per sé obliquo ed autonomo" può significare qualcosa solo "in virtù di una vita interiore". 
L'autore inoltre distingue tra un uso empirico del linguaggio ed un uso creatore, una sorta di linguaggio alla seconda potenza, di cui il primo non sarebbe che un risultato. Ma per sondare questa possibilità del linguaggio occorrerebbe tentare di osservarlo come se non ne avessimo fatto mai un uso empirico. Per questo Merleau-Ponty confronta il linguaggio con le "arti mute", tra le quali la pittura, suggerita e stimolata da un saggio di André Malraux, "le voci del silenzio", evocato anche nel titolo.
Per Malraux è indispensabile staccare linguaggio e pittura dalla realtà che essi cercano di rappresentare, e riunirli sotto la categoria di "espressione creatrice": soltanto allora essi sono in grado di sopportare un paragone. In fondo l'avventura dei pittori e degli scrittori è la medesima: nati per onorare il sacro, successivamente sono stati "secolarizzati" durante un'età classica: è il momento in cui compito dell'arte sembra quello di ritrovare l'espressione giusta anticipatamente fornita da un "linguaggio delle cose stesse" (La Bruyère). La Natura si configura dunque come un repertorio di dati oggettivi al quale l'artista deve attingere per comunicare al fruitore dell'opera: Natura come "mezzo naturale e dato di comunicazione tra gli uomini". È il pregiudizio oggettivistico contro il quale insorge l'arte moderna, nella quale Malraux individua il ritorno al soggetto, al 'Mostro Incomparabile' che, sepolto nella sua 'vita segreta all'infuori del mondo', non può più esprimere che la sua individualità ed originalità: una demonizzazione dell'artista moderno "della stessa famiglia dell'ambizioso, del drogato, votato come loro all'ostinato piacere di se stessi..." che Merleau-Ponty non sottoscrive.
In realtà, osserva, la pittura dei classici non si è fermata alla rappresentazione: senza esserne sempre coscienti i maestri del passato operavano già alcune metamorfosi; inoltre, se è pur vero che la pittura classica si rifaceva ad un apparato sensibile, Malraux non tiene presente che anche i "dati dei sensi" hanno subito mutazioni durante i secoli. La stessa legge della prospettiva classica è un modo inventato dall'uomo di proiettare davanti a sé il Mondo Percepito, il quale non esige leggi. È un tentativo di arbitrare la rivalità tra gli oggetti visivi che interpellano simultaneamente l'occhio. Con la prospettiva io rinuncio all'ubiquità che mi è offerta dal mondo percepito e creo una rappresentazione "nel modo del compiuto e dell'eternità": non sono più l'uomo che si muove in un mondo di cose brulicanti, bensì come Dio considero la rappresentazione dal di fuori. La prospettiva in questo senso è l'invenzione di un mondo dominato, indice di un rapporto adulto dell'uomo col mondo, tipico delle civiltà classiche. Nell'arte moderna questa idea viene scardinata: Baudelaire è il primo ad affermare che, per quanto riguarda le opere, il fatto non implica il finito e viceversa. C'è dunque, nella sensibilità moderna, una certa qual tolleranza del non-finito: la rinuncia all'opera compiuta. Il fatto è che ormai l'espressione va dall'uomo all'uomo senza più passare per il regno autonomo dei sensi o della Natura, repertori di dati oggettivi tra i quali si allineava anche l'ambizione ad una compiutezza. L'artista comunica allo spettatore attraverso "il mondo comune che essi vivono": l'opera invita a riprendere il gesto che l'ha creata e a ricongiungersi "al mondo silenzioso dell'autore... saltando gli intermediari". Se la percezione è infinita, perché l'opera dovrebbe essere assoggettato ad una Natura prestabilita?
Il pittore, senza riconoscerlo subito, mette nei suoi quadri "non già il sé immediato" (il "demoniaco" di Malraux), ma il suo stile. E questo germoglia alla superficie della sua esperienza. Lo stile "è un mezzo di ricreare il mondo secondo i valori dell'uomo che lo scopre". Questo perché il pittore percepisce "le norme e le deviazioni dell'inaccessibile pienezza delle cose" attraverso un indice universale di deformazione coerente.
Mentre compie un'opera di stilizzazione, il pittore approfondisce la sua capacità di trasformare le figure in emblemi di maniere di essere al mondo. È vero che il quadro, più che esprimere un senso, ne è impregnato, ma l'impressione che il suo sia "uno sforzo immenso e vano" è tipico di chi non ha scelto di vivere nella pittura. Il pittore libera il suo mondo dal "peso senza nome" che lo opprimeva, trattenendolo indietro nell'equivoco. Un silenzio dannoso, da colmare attraverso una forma di espressione. L'arte moderna astratta non nega il mondo: le ossessioni di questa pittura "hanno ancora odore di vita, sebbene disperata". 
L'unica verità, scartato il pregiudizio oggettivistico, diventa la coesione della pittura con sé stessa, senza arbitrarietà o finzione:
Quanto all'uomo artista, egli è semplicemente un uomo al lavoro, "pudicamente confuso con la sua percezione delle cose" che non cessa di interrogarlo fino alla morte. Così come Malraux non mostra simpatia per le interpretazioni psicanalitiche della personalità dei pittori e degli autori, così Merleau-Ponty ricorda che non è ponendo le opere degli uomini come miracoli fuori dalla loro storia privata e pubblica, che noi li capiamo veramente nella loro grandezza. Tutto avviene alla superficie della loro esperienza: nella loro opera confluisce l'esperienza, la soggettività e le opere dei compagni che lo hanno preceduto: opere che "chiedevano adempimento, fraternità". In questo senso Merleau-Ponty parla di due storicità: una beffarda, composta dalle lotte di un'età con l'altra, la seconda unitaria, costituita "da quell'interesse che ci porta verso l'altro da noi...". Il pittore può vivere la prima storicità come uomo irascibile e tormentato che si pone in rivalità con qualsiasi altra opera; ma esso è pur sempre "una parola nel linguaggio pittura", che suscita "echi verso il passato e verso l'avvenire". 
"C'è una fraternità dei pittori nella morte, ma solo perché essi vivono lo stesso problema": Merleau-Ponty guarda con occhio torvo i "cupi piaceri della retrospezione" propinatici dall'istituzione del Museo. Il Museo, necropoli dell'arte, trasforma in opere quelli che erano tentativi: li stacca dalla casualità della vita e li dispone in modo da dare un'impressione di fatalità. Si tratta, come nel caso della biblioteca, di una storicità di morte, contrapposta alla storicità "di vita" ("Bisognerebbe andare al Museo come ci vanno i pittori, nella austera gioia del lavoro..."), perché "vivere nella pittura è ancora respirare questo mondo".
Se si è sepolto - come ha fatto Malraux, secondo Merleau-Ponty - lo stile nel profondo dell'individualità del soggetto creatore, si è costretti a presupporre l'esistenza di uno Spirito della Storia per giustificare le incredibili convergenze di stile tra opere prodotte in luoghi lontani fra loro, ed anche fra opere "che in un certo senso nessuno aveva mai fatto" (le monete, le miniature, che rivelano anche in minimi particolari le loro somiglianze con il periodo artistico in cui sono state create...). Come se esistesse una Pittura che lavora alle spalle del pittore, una Ragione della storia di cui egli sia lo strumento... questi che Malraux ritrova sono i vecchi "mostri hegeliani" ai quali Merleau-Ponty non può più credere. Per quest'ultimo il prodigio dello stile dipende dal fatto che l'artista, lavorando nel modo umano delle cose percepite, si trova a lasciare la sua impronta sin "nel mondo inumano" dell'infinitamente piccolo. Il prodigio della mano-fenomeno, che "possiede la formula di movimento", che è "potenza generale di formulazione motoria, capace di trasposizioni che rappresentano la costanza dello stile" è un miracolo che è connaturato alla nostra condizione di uomini, così come quando camminiamo, emuli di Achille, varchiamo una somma infinita di spazi. "Qui siamo noi lo spirito del mondo, non appena sappiamo muoverci e sappiamo parlare".
Ma con il nostro primo gesto orientato i rapporti infiniti di qualcuno con la sua situazione avevano già invaso il nostro mediocre pianeta e dischiuso alla nostra condotta un campo inesauribile. Ogni percezione, ogni azione che la postula è già espressione primordiale, [...] introduce un senso in ciò che non ne aveva e dunque [...] fonda una tradizione, un'istituzione...»
Il problema, per Merleau-Ponty, non è il rintracciare la causa delle straordinarie somiglianze tra modi di espressione di culture diverse (in realtà ben poca cosa se confrontato alla innumerevole varietà delle culture); piuttosto è il comprendere perché la stessa ricerca sia comune a tante culture, le quali occasionalmente presenteranno modi di espressione convergenti. Il senso del gesto è sempre un senso in Genesi, mentre ogni segno, ogni gesto è principio e continuazione: non evento chiuso una volta per tutte, ma "alleato di tutti i tentativi di espressione". Si può parlare di unità dello stile umano "che raccoglie i gesti di tutti i pitturi in un solo tentativo". Così, "l'ininterrotto tentativo dell'espressione fonda un'unica storia". Storia come centro di riflessioni del filosofo, non come Potenza esteriore, come storia-idolo, alla quale si deve sacrificare l'"autoconsenso" in vista dell'avvento "di un uomo migliore del quale noi non siamo nemmeno l'abbozzo". Questo mito della dialettica storica è dovuta alla secolarizzazione di una concezione rudimentale di Dio (dove "la trascendenza verticale" nel Cristianesimo si ritrova stranamente sovvertita) e ad una lettura "nevrotica" della dialettica hegeliana che Merleau-Ponty rimprovera ai pessimisti neo-marxisti ed ai pigri non marxisti. In realtà per Hegel nel momento dell'espressione l'individuo non deve scegliere tra sé e gli altri, perché in quel momento egli e gli altri sono indissolubilmente legati. Per questo l'artista esprimendo sé stesso esprime gli altri, senza bisogno di cercare di compiacerli. 
L'artista non segue il gusto del pubblico, lo forma: così Renoir non è compreso dall'albergatore di Cassis, eppure lavora per lui, così Stendhal spera di essere letto nel 1920. Questa ansia di una manifestazione totale della Verità, destinata forse ad essere sempre delusa, è la molla che spinge l'uomo a scrivere, a parlare, a rendere conto a qualcun altro della propria vita. Una filosofia della storia non mi toglie nessun diritto ma mi obbliga a comprendere situazioni diverse dalla mia, "di aprire una strada tra la mia vita e quella degli altri, ossia di esprimermi".
Come un quadro, il romanzo esprime tacitamente: ciò che conta non sta tanto nell'argomento, nel contenuto. I formalisti lo avevano capito, ma in loro vi era una troppo netta differenziazione tra forma e contenuto, mentre la parola non è un mezzo al servizio di un fine esteriore; essa ha in sé stessa la regola del suo impiego. Il linguaggio non tenta di riprodurre le cose stesse: esso ci presenta le nostre prospettive sulle cose, inaugurando un dibattito. Il bello delle opere d'arte è che esse non ci forniscono idee ma matrici di idee, "emblemi di cui non avremmo mai finito di sviluppare il senso". Per fruire del linguaggio "produttivo" del romanzo dobbiamo seguirlo nel cammino verso "un valore secondo", cessando "di chiedergli ad ogni istante delle significazioni". Solo dopo questa percezione globale del romanzo il critico può classificare ed analizzare l'opera, se questo lavoro serve a spiegarsi ciò che abbiamo percepito.
Ogni cultura continua il passato; ma il pittore, non accontentandosi di provare per esso sentimenti di ribellione o venerazione riprende ogni volta daccapo il tentativo della pittura. Tentativo che, proclamando il fallimento dei precedenti, implicitamente riconosce il suo stesso fallimento. La scrittura pretende invece di ricapitolare il passato, di offrircene la verità. ("Insomma il linguaggio dice, e le voci della pittura sono le voci del silenzio"). 
Questa presunzione di accumulazione totale, di sintesi, in realtà non può contenere tutte le verità: come il museo per la pittura, come Hegel per le filosofie, così questo autopossesso, "provvisorio ma non inesistente" rischia di imbalsamare le verità del passato. Ma la filosofia deve essere uno scambio di anticipazioni e metamorfosi, proprio perché il senso della filosofia è il senso di una Genesi. Anche fuori dalla filosofia lo scrittore sente di poter arrivare alle cose soltanto mediante il linguaggio: la possibilità di una chiarezza non sta all'origine, ma al termine del suo sforzo. Il linguaggio non è né primo né secondo rispetto al Senso, e viceversa. Ciò che vogliamo dire non sta al di fuori di noi (né al di dentro): esso è "l'eccedenza di ciò che viviamo su ciò che è già stato detto".